# Mount Pilchuck
Mount Pilchuck je hora v okrese Snohomish v americkém státě Washington, asi 92 kilometrů severovýchodně od města Seattle. Hora se nachází v Kaskádovém pohoří.
Okolí hory ochraňuje stejnojmenný státní park a také národní les Mount Baker-Snoqualmie. Stezku vedoucí k vrcholu však po dohodě spravuje Správa lesů Spojených států amerických, nikoli Správa státních parků státu Washington. Díky svému jednoduchému přístupu a malebným výhledům na Kaskádové pohoří na východě a Pugetův záliv na západě se stala jednou z nejoblíbenějších turistických stezek v oblasti.
Na vrcholu hory se nachází stará požární vyhlídka, která nyní slouží jako přístřešek pro turisty. Ten spravuje Správa státních parků státu Washington a everettská pobočka horolezeckého klubu The Mountaineers.
V některých letech je již zmiňovaná stezka pokryta sněhem až do letních měsíců.